# Adenopappus
Adenopappus là một chi thực vật có hoa trong họ Cúc (Asteraceae).

## Loài
Chi Adenopappus gồm các loài: